# Saint-Thual
Saint-Thual est une commune française située dans le département d'Ille-et-Vilaine, en région Bretagne, peuplée de 999 habitants.

## Géographie

### Localisation
La commune est à 18, km de Combourg, 19,7 de Montauban-de-Bretagne et 20,8 de Dinan.

### Voies de communications et transports

#### Voies routières
- D26 vers Le Quiou.
- D13 vers Saint Domineuc.
- D70 vers Longaulnay.

#### Transports en commun
- Depuis début avril 2007, un service de transport en commun a été mis en place par la communauté. Il est constitué de 2 lignes[2] :

Ligne 1 : Saint-Pierre-de-Plesguen ↔ Combourg,
Ligne 2 : Tinténiac ↔ Combourg.

##### Lignes SNCF
- Gare de Dinan.
- Gare de Combourg.

#### Transports aériens
- Aéroport de Rennes - Saint-Jacques

### Communes limitrophes
| Saint-Judoce (Côtes-d'Armor) | Trévérien   |              |
| Plouasne (Côtes-d'Armor)     | Saint-Thual | Trimer       |
|                              | Longaulnay  | La Baussaine |

### Climat
Pour des articles plus généraux, voir Climat de la Bretagne et Climat d'Ille-et-Vilaine.
En 2010, le climat de la commune est de type climat océanique franc, selon une étude du CNRS s'appuyant sur une série de données couvrant la période 1971-2000. En 2020, Météo-France publie une typologie des climats de la France métropolitaine dans laquelle la commune est exposée à un climat océanique et est dans la région climatique  Bretagne orientale et méridionale, Pays nantais, Vendée, caractérisée par une faible pluviométrie en été et une bonne insolation. Parallèlement l'observatoire de l'environnement en Bretagne publie en 2020 un zonage climatique de la région Bretagne, s'appuyant sur des données de Météo-France de 2009. La commune est, selon ce zonage, dans la zone « Intérieur Est », avec des hivers frais, des étés chauds et des pluies modérées.
Pour la période 1971-2000, la température annuelle moyenne est de 11,3 °C, avec une amplitude thermique annuelle de 12,5 °C. Le cumul annuel moyen de précipitations est de 765 mm, avec 12,1 jours de précipitations en janvier et 7 jours en juillet. Pour la période 1991-2020, la température moyenne annuelle observée sur la station météorologique la plus proche, située sur la commune du Quiou à 6 km à vol d'oiseau, est de 11,6 °C et le cumul annuel moyen de précipitations est de 757,4 mm,. Pour l'avenir, les paramètres climatiques de la commune estimés pour 2050 selon différents scénarios d'émission de gaz à effet de serre sont consultables sur un site dédié publié par Météo-France en novembre 2022.

## Urbanisme

### Typologie
Au 1er janvier 2024, Saint-Thual est catégorisée commune rurale à habitat dispersé, selon la nouvelle grille communale de densité à sept niveaux définie par l'Insee en 2022.
Elle est située hors unité urbaine. Par ailleurs la commune fait partie de l'aire d'attraction de Rennes, dont elle est une commune de la couronne,. Cette aire, qui regroupe 183 communes, est catégorisée dans les aires de 700 000 habitants ou plus (hors Paris),.

### Occupation des sols
L'occupation des sols de la commune, telle qu'elle ressort de la base de données européenne d’occupation biophysique des sols Corine Land Cover (CLC), est marquée par l'importance des territoires agricoles (93,8 % en 2018), une proportion sensiblement équivalente à celle de 1990 (93,6 %). La répartition détaillée en 2018 est la suivante : 
terres arables (53 %), zones agricoles hétérogènes (32,4 %), prairies (8,4 %), forêts (6,2 %).
L'IGN met par ailleurs à disposition un outil en ligne permettant de comparer l’évolution dans le temps de l’occupation des sols de la commune (ou de territoires à des échelles différentes). Plusieurs époques sont accessibles sous forme de cartes ou photos aériennes : la carte de Cassini (XVIIIe siècle), la carte d'état-major (1820-1866) et la période actuelle (1950 à aujourd'hui).

## Toponymie
Le nom de la localité est attesté sous la forme Sancti Tuduali en 1227.
Son nom vient de saint Tugdual ou Tudual fondateur du monastére de Tréguier et évêque de cette localité au VIe siècle.
Durant la Révolution, la commune porte le nom de Motay-Thual.

## Histoire
La paroisse de Saint-Thual, enclavée dans l'évêché de Saint-Malo, faisait partie du doyenné de Bobital relevant de l'évêché de Dol et était sous les vocables de saint Tugdual et saint Samson.

## Politique et administration

### Rattachements administratifs et électoraux
Saint-Thual appartient à l'arrondissement de Saint-Malo et au canton de Combourg depuis le redécoupage cantonal de 2014. Avant cette date, elle faisait partie du canton de Tinténiac.
Pour l'élection des députés, la commune fait partie de la troisième circonscription d'Ille-et-Vilaine, représentée depuis février 2020 par Claudia Rouaux (PS-NFP). Auparavant, elle a successivement appartenu à la circonscription de Saint-Malo (Second Empire), la 2e circonscription de Saint-Malo (IIIe République), la 6e circonscription (1958-1986) et la 2e circonscription (1988-2012).

### Intercommunalité
Depuis le 6 décembre 1995, Saint-Thual appartient à la communauté de communes Bretagne Romantique. Cette intercommunalité a succédé à l'association pour le développement économique du Combournais puis au SIVOM des cantons de Combourg, Tinténiac et Pleine-Fougères, fondé en décembre 1979, auquel appartenait la commune.

### Administration municipale
Le nombre d'habitants au dernier recensement étant compris entre 500 et 1 499, le nombre de membres du conseil municipal est de 15.

### Liste des maires
| Période                                  | Période                  | Identité          | Étiquette | Qualité |
| ---------------------------------------- | ------------------------ | ----------------- | --------- | --- |
| Les données manquantes sont à compléter. |                          |                   |           | |
| 1925 ?                                   | janvier 1932 (démission) | Jean Rozé         |           | |
| janvier 1932                             | janvier 1935 (décès)     | François Forgeoux |           | Cultivateur |
| février 1935                             | mai 1935                 | Jean Préchoux     |           | |
| mai 1935                                 | mars 1971                | Jean Homo         |           | Cultivateur, ancien combattant 1914-1918 et maire honoraire Chevalier de la Légion d'honneur, officier du Mérite agricole |
| mars 1971                                | mars 1983                | Édouard Forgeoux  |           | Ancien cultivateur Chevalier du Mérite agricole                                                                           |
| mars 1983                                | avril 1985 (décès)       | Pierre Guillemer  |           | Dirigeant d'entreprise de négoce et de transport                                                                          |
| mai 1985                                 | juillet 1996 (démission) | François Pain     |           | Artisan forgeron et mécanicien agricole retraité Démissionnaire pour raison de santé                                      |
| juillet 1996                             | mars 2001                | Guy Quinet        |           | Retraité de la Gendarmerie                                                                                                |
| mars 2001                                | mars 2014                | Henri Guéroc      | SE        | Agriculteur, maire honoraire (2014) Adjoint au maire (1995 → 2001)                                                        |
| mars 2014                                | mai 2020                 | Roger Sarciaux    | SE        | Retraité |
| mai 2020                                 | En cours                 | Loïc Commeureuc   |           | Agriculteur retraité |

## Population et société

### Démographie

#### Évolution démographique
L'évolution du nombre d'habitants est connue à travers les recensements de la population effectués dans la commune depuis 1793. Pour les communes de moins de 10 000 habitants, une enquête de recensement portant sur toute la population est réalisée tous les cinq ans, les populations de référence des années intermédiaires étant quant à elles estimées par interpolation ou extrapolation. Pour la commune, le premier recensement exhaustif entrant dans le cadre du nouveau dispositif a été réalisé en 2004.
En 2022, la commune comptait 999 habitants, en évolution de +11,12 % par rapport à 2016 (Ille-et-Vilaine : +5,46 %, France hors Mayotte : +2,11 %).
| 1793 | 1800 | 1806 | 1821  | 1831  | 1836 | 1841 | 1846 | 1851 |
| ---- | ---- | ---- | ----- | ----- | ---- | ---- | ---- | ---- |
| 901  | 985  | 957  | 1 052 | 1 086 | 922  | 913  | 951  | 990  |

| 1856 | 1861  | 1866  | 1872 | 1876  | 1881  | 1886 | 1891 | 1896 |
| ---- | ----- | ----- | ---- | ----- | ----- | ---- | ---- | ---- |
| 972  | 1 000 | 1 029 | 973  | 1 005 | 1 026 | 950  | 908  | 895  |

| 1901 | 1906 | 1911 | 1921 | 1926 | 1931 | 1936 | 1946 | 1954 |
| ---- | ---- | ---- | ---- | ---- | ---- | ---- | ---- | ---- |
| 864  | 817  | 782  | 702  | 696  | 679  | 667  | 654  | 616  |

| 1962 | 1968 | 1975 | 1982 | 1990 | 1999 | 2004 | 2006 | 2009 |
| ---- | ---- | ---- | ---- | ---- | ---- | ---- | ---- | ---- |
| 533  | 468  | 423  | 376  | 391  | 412  | 549  | 612  | 710  |

| 2014 | 2019 | 2022 | - | - | - | - | - | - |
| ---- | ---- | ---- | - | - | - | - | - | - |
| 848  | 947  | 999  | - | - | - | - | - | - |

### Enseignement
Établissements d'enseignements :
- Écoles maternelles et primaires à Saint-Thual, Trévérien, Bécherel, Saint-Domineuc, Le Quiou, Miniac-sous-Bécherel.
- Collèges à Évran, Tinténiac, Plouasne, Romillé.
- Lycées à Tinténiac, Dinan.

### Santé
Professionnels et établissements de santé :
- Médecins à Saint-Domineuc, Tinténiac, Pleugueneuc.
- Pharmacies à Bécherel, Saint-Domineuc, Tinténiac, Irodouër.
- Hôpitaux à Combourg, Montfort-sur-Meu, Pacé, Baguer-Morvan.

### Cultes
- Culte catholique, Paroisse Saint Tugdual du Linon[29], Diocèse de Rennes.

## Économie

### Entreprises et commerces

#### Agriculture
- Élevage de vaches laitières.
- Culture et élevage associés.
- Culture de céréales, de légumineuses et de graines oléagineuses.
- Sylviculture et autres activités forestières.
- Culture de légumes, de melons, de racines et de tubercules.

#### Tourisme
- Hébergements et restauration à Trévérien, Saint-Judoce, Évran.

#### Commerces
- Commerces et services de proximité.

### Budget et fiscalité 2022

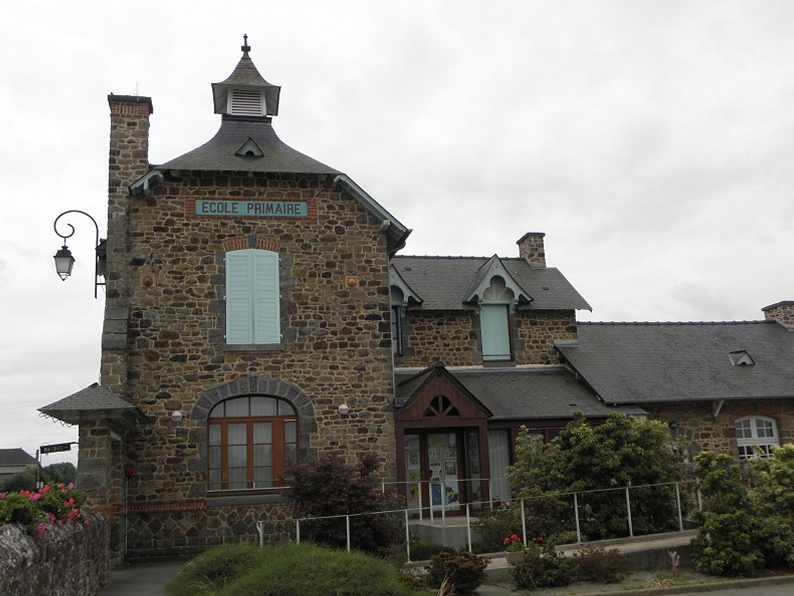
Mairie-École.

En 2022, le budget de la commune était constitué ainsi :
- total des produits de fonctionnement : 541 000 €, soit 559 € par habitant ;
- total des charges de fonctionnement : 511 000 €, soit 528 € par habitant ;
- total des ressources d'investissement : 141 000 €, soit 146 € par habitant ;
- total des emplois d'investissement : 498 000 €, soit 515 € par habitant ;
- endettement : 592 000 €, soit 611 € par habitant.

Avec les taux de fiscalité suivants :
- taxe d'habitation : 12,43 % ;
- taxe foncière sur les propriétés bâties : 32,41 % ;
- taxe foncière sur les propriétés non bâties : 38,39 % ;
- taxe additionnelle à la taxe foncière sur les propriétés non bâties : 0,00 % ;
- cotisation foncière des entreprises : 0,00 %.

Chiffres clés Revenus et pauvreté des ménages en 2021 : médiane en 2021 du revenu disponible, par unité de consommation : 23 420 €.

## Lieux et monuments

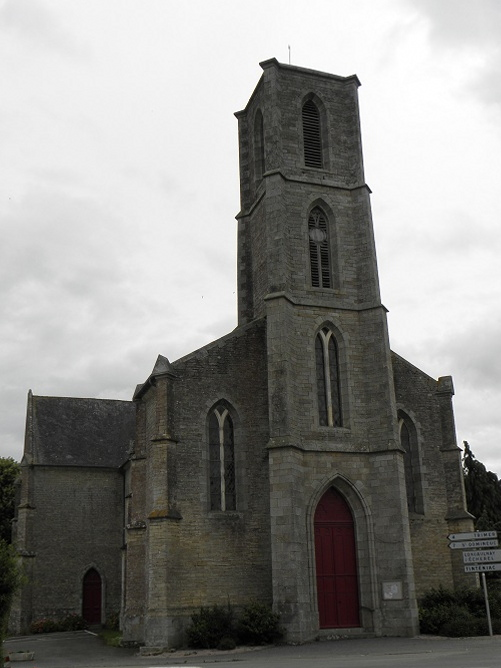
L'église de la Sainte-Trinité à Saint-Thual.
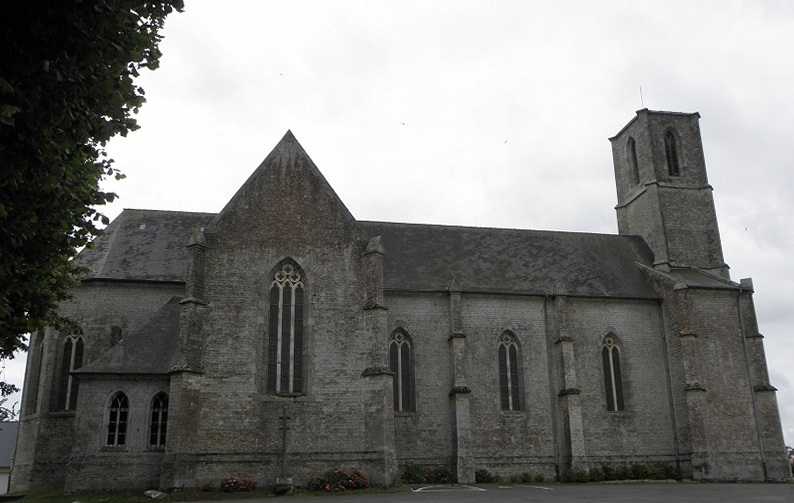
Flanc nord de l'église de la Sainte-Trinité.
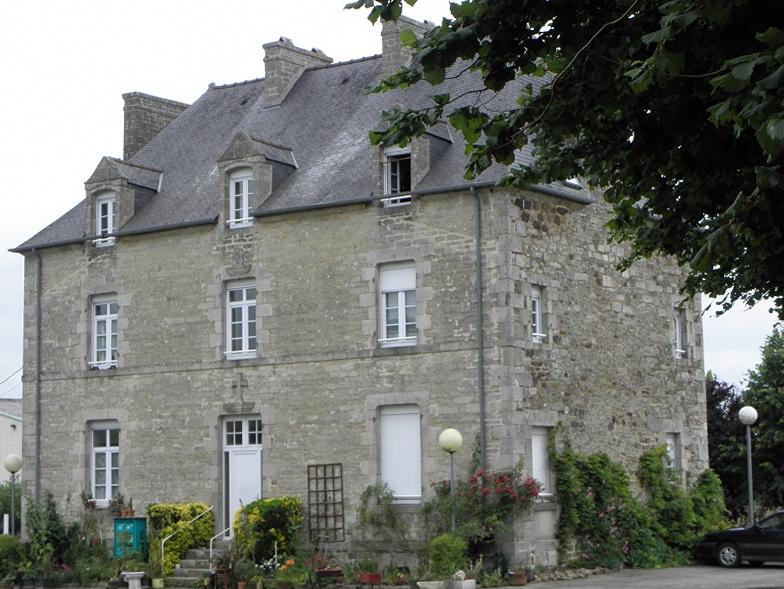
Ancien presbytère.
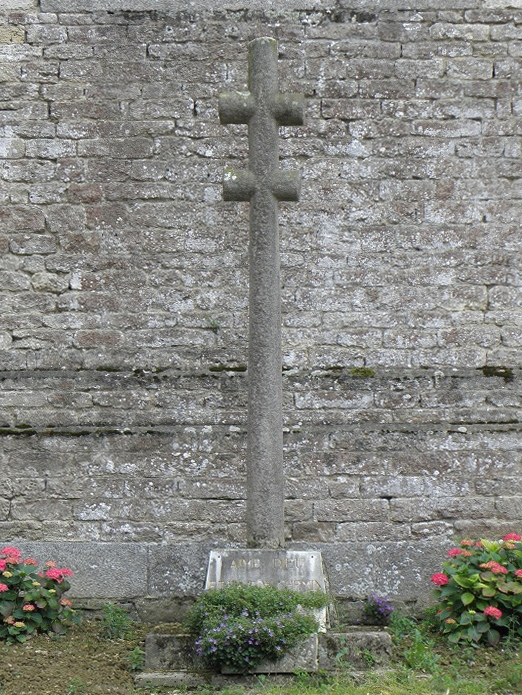
Croix à double traverses devant le transept nord de l'église.
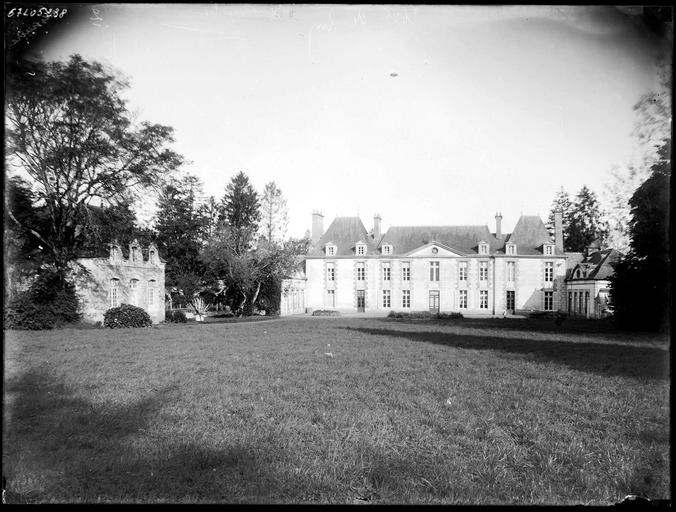
Château de Tourdelain[33], Ensemble sur parc par Gustave William Lemaire, entre 1900 et 1920.
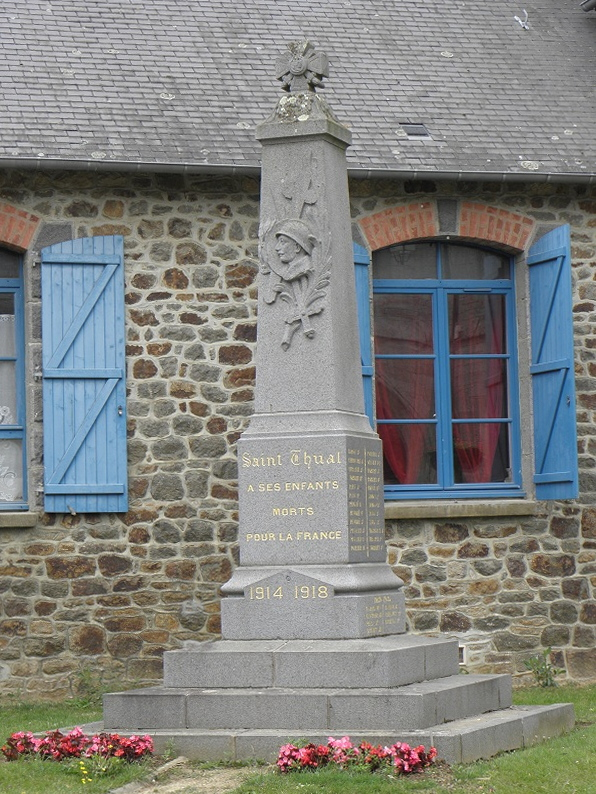
Monument aux morts.

- Église de la Sainte-Trinité, construite entre 1866 et 1874[34],[35] en granite du Hinglé et en petits moellons de calcaire du Quiou[36].

Ensemble des verrières à personnages.
Statue Sacré-Cœur,
Statue Vierge, dite Notre-Dame de Lourdes,
Statue Vierge à l'Enfant,
Statue Vierge, dite Notre-Dame de Pontmain,
Statue Sainte Philomène,
Statue Sainte Jeanne d'Arc,
Statue Saint Antoine de Padoue et l'Enfant,
Statue Saint Joseph et l'Enfant,
Statue Saint Louis.
Statue Saint Méen (?),
Statue Saint Roch,
Statuette Enfant-Jésus de Prague,
Ensemble du maître-autel : autel, tabernacle, retable,
Ensemble de l'autel de saint Joseph : autel, tabernacle, retable.
Harmonium.
- Chapelle, Lesnen Petits Bois[53].
- Presbytère, impasse de la Bergerie[54].
- Presbytère, Rollée[55].
- Château de Tourdelain, du XVIIIe siècle, inscrit au titre des monuments historiques depuis le 16 décembre 1943[56],[33].
- Château de Saint-Thual, du XVIIe siècle[57].
- Manoir de Lesnen, du XVIIIe siècle[58].
- Manoir, puis ferme, Tréleau[59].
- Monuments commémoratifs :

Tableau commémoratif des morts de la guerre 1914-1918
- Croix de chemin :

Croix de chemin, Tourdelin
Croix de chemin, les Petits Bois,
Croix de chemin, la Vieuville,
Croix de chemin, la Gouinais,
Croix de chemin, Trésoleil,
Croix de chemin, près de Rollée,
Croix de chemin, Loches,
Croix de chemin, Lesnen Pommeril,
Croix de chemin, la Ville au Moine.
- Croix monumentale, la Bellangetais[70].
- Monument aux morts de la guerre de 1914-1918[71].
- Croix monumentale[72].
- Croix de cimetière[73].
- Monument de la famille de La Vieuville[74].

## Activité et manifestations
Les activités et manifestations sont assurées par de nombreuses Associations locales.
- Associations culturelles :

A.C.P.G - C.A.T.M - Saint-Thual et Trimer.
Club de l'Amitié.
Écoloriage - Association des Parents d'Élèves.
Le Village - Ferme culturelle et artistique.
Lecture et Culture.
Vivre ensemble ici et Là-bas.
- Associations sportives[76] :

A.C.C.A - Association communale de chasse agréée.
AR GWENAN - Marche avec les Abeilles.
ASST St Thual.
Halteres et Go !.
La Baussaire Saint Thual FC.
Les Vikings du Palet Saint-Thualais.
VIET VO DAO - École Kum Hô Bon "Le tigre jaune".

## Personnalités liées à la commune
- L'abbé Fouré, né Adolphe Julien Fouéré à Saint-Thual (1839-1910), auteur des rochers sculptés de Rothéneuf.
- Frank Samson, né à Orléans (1967-), est un avocat et cryptarque français. De 2005 à 2015, il est considéré comme le sosie officiel de Napoléon Ier lors de reconstitutions historiques.

Il a créé le 2 décembre 1996 une micronation indépendante dans la commune de Saint-Thual, l'« Empire de la Basse Chesnaie ».

## Empire de la Basse Chesnaie
Frank Samson, avocat parisien, y a créé en 1996, une micronation indépendante, d'une superficie de 1,1 hectare, sur la commune de Saint-Thual, l'« Empire de la Basse Chesnaie »,,,.
Il crée aussi sa propre Constitution, sa monnaie, le "Franc Chesnois", ainsi qu'un gouvernement et des distinctions honorifiques (Ordre de l'Excellence Impériale, Ordre de l'Amphore, Ordre de l'Amazone).
Des ministères, une vingtaine, viennent compléter la structure. On y trouve, par exemple, le Ministère  de la Diplomatie et de Ma Main Dans Ta Gueule, celui du Sport et Champagne ou bien de la Justice et Décisions Arbitraires, Garde des Sots...
Il est institué dans cette micronation une noblesse d'empire, constituée de chevaliers, barons, comtes, ducs et princes, ainsi qu'un ordre religieux (Ordre des Chapelliers, rattaché à la Chapelle Samson de Dol érigée sur ce territoire)
En 2023, on dénombre 410 Beauchesnois.